# Prix Fischer-Black
Le prix Fischer-Black est décerné par l'American Finance Association (en) à un économiste américain de moins de quarante ans qui a apporté une contribution significative à la finance, avec une empreinte de Fischer Black (originalité et applicabilité effective). Depuis son origine en 2002, elle est décernée tous les deux ans lors de l'assemblée annuelle de l'American Finance Association. L'année où aucun candidat ne respecte les normes, comme ce fut le cas en 2005, le prix n'est pas décerné. Ce prix est parfois comparé aux médaille John-Bates-Clark en économie et médaille Fields en mathématiques, quoique ces deux derniers prix couvrent leur disciplines respectives.
La médaille porte le nom de l'économiste américain Fischer Black (1938-1995), dont l'apport aurait pu être récompensé par le prix Nobel d'économie conjointement avec Myron Scholes et Robert Merton. Fischer Black fut professeur au MIT et partenaire de Goldman Sachs. On lui doit le célèbre modèle d'évaluation Black-Scholes.
Le prix Fischer-Black est décerné concomitamment avec le Morgan Stanley-American Finance Association Award pour l'excellence dans la finance par l'American Finance Association. L'association décerne également deux prix annuels pour des publications individuelles de recherche lors de sa conférence (prix Breeden-Smith et prix Brattle).

## Récipiendaires
| Année | Lauréats            | Institution                         | Alma mater (PhD)                       | Nationalité |
| 2003  | Raghuram G. Rajan   | Université de Chicago               | Massachusetts Institute of Technology  | Inde        |
| 2007  | Tobias J. Moskowitz | Université de Chicago               | Université de Californie à Berkeley    | États-Unis  |
| 2009  | Harrison Hong       | Université de Princeton             | Massachusetts Institute of Technology  | États-Unis  |
| 2011  | Xavier Gabaix       | Université de New York              | Université Harvard                     | France      |
| 2013  | Ulrike Malmendier   | Université de Californie à Berkeley | Université Harvard, université de Bonn | Allemagne   |
| 2015  | Yuliy Sannikov      | Université de Princeton             | Université Stanford                    | Ukraine     |
| 2017  | Amir Sufi           | Université de Chicago               | Massachusetts Institute of Technology  | États-Unis  |
| 2019  | Ralph Koijen        | Université de Chicago               | Université de Tilbourg                 | Pays-Bas    |
| 2021  | Matteo Maggiori     | Université Stanford                 | Université de Californie à Berkeley    | Italie      |